# Klaus Doldinger

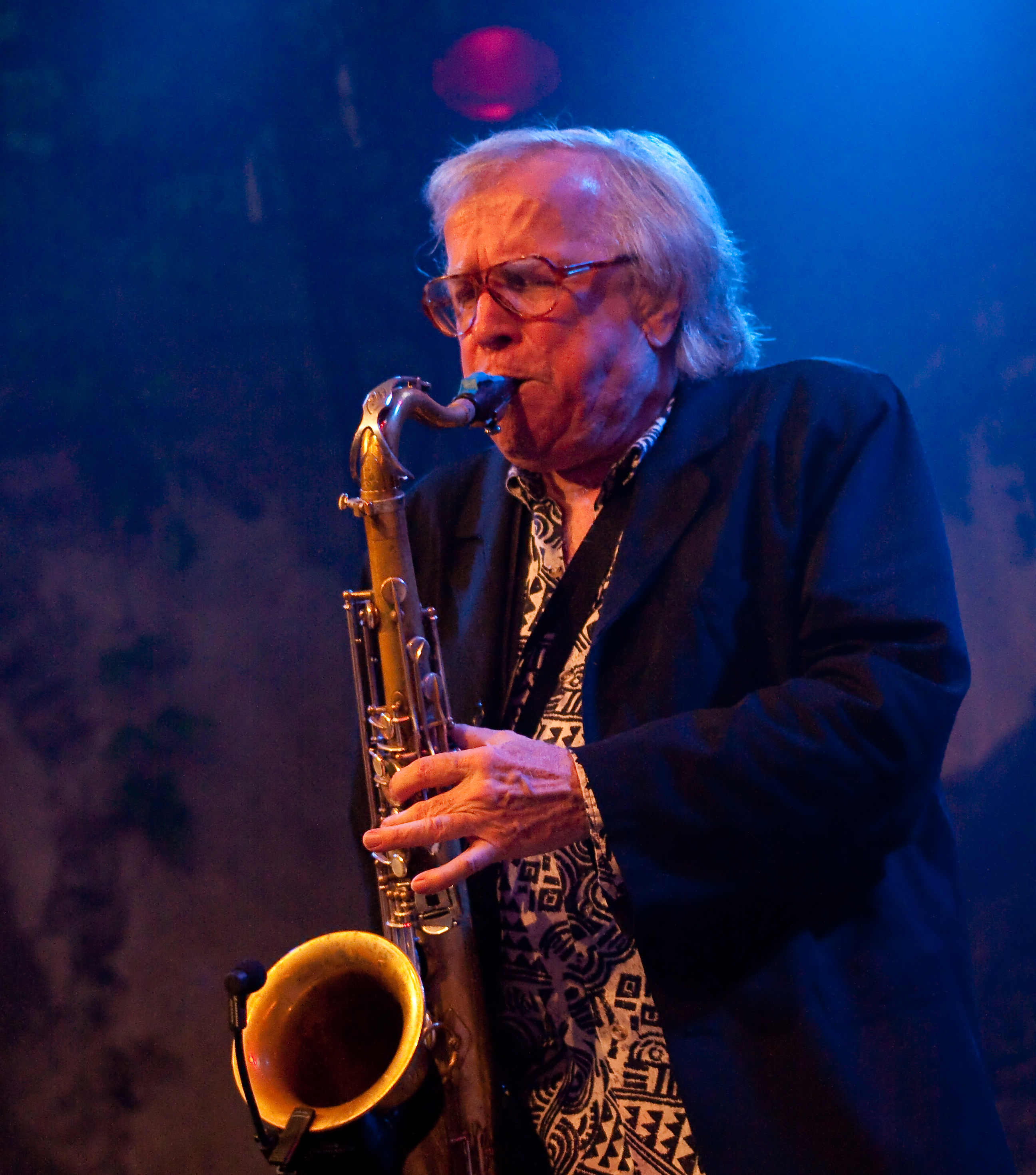
Klaus Doldinger, 2009
Jazz Festival Dernau

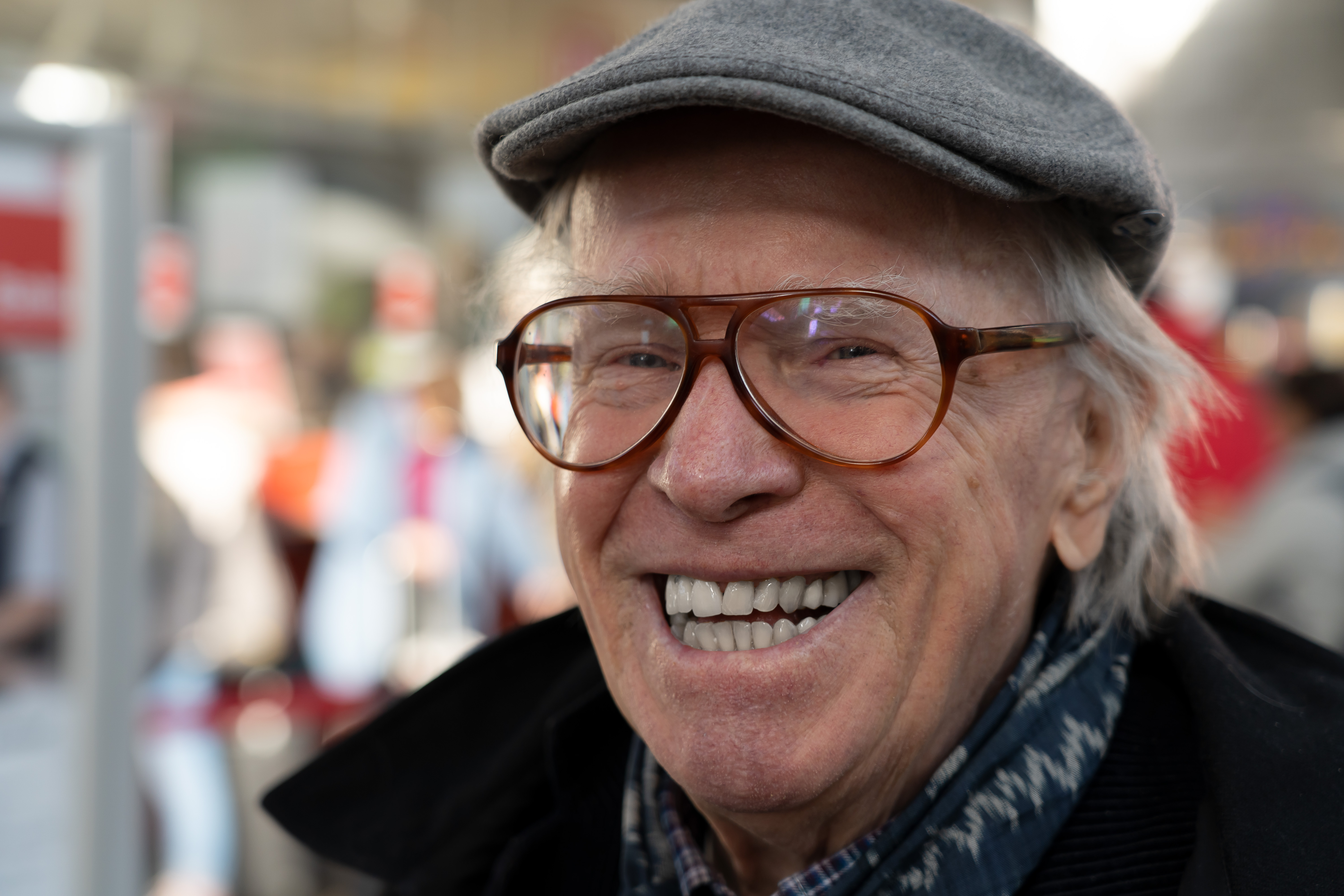
Klaus Doldinger, 2020
München

Klaus Doldinger (* 12. Mai 1936 in Berlin) ist ein deutscher Musiker (Saxophon, zunächst auch Klarinette). Er ist vor allem als Jazzmusiker und als Komponist von Filmmusik bekannt. Seine wohl bekanntesten Werke sind die Titelmusik zu dem Film Das Boot, den Serien Tatort, Liebling Kreuzberg sowie Ein Fall für Zwei und die Filmmusik zu Die unendliche Geschichte. Auch die ikonische Film-Fanfare der Constantin AG, die in einer Vielzahl von deutschen Spielfilmen zu hören ist, stammt aus seiner Feder (nach der vorherigen, komponiert von Peter Thomas). Er war Mitglied des künstlerischen Beirates der Union Deutscher Jazzmusiker und Aufsichtsratsmitglied der GEMA.

## Leben

### Die frühen Jahre
Klaus Doldinger wuchs als Sohn des Diplom-Ingenieurs Erich Doldinger und dessen Ehefrau Ingeborg, geborene Mann, zunächst in Berlin auf. Sein Großvater Bruno Mann war von 1919 bis 1933 Oberbürgermeister von Erfurt. Während des Krieges arbeitete sein Vater als Oberpostdirektor in den besetzten Teilen der Sowjetunion, und die Familie lebte 1940 bis 1945 in Wien. Danach flüchtete sie zunächst nach Bayern und dann nach Düsseldorf.

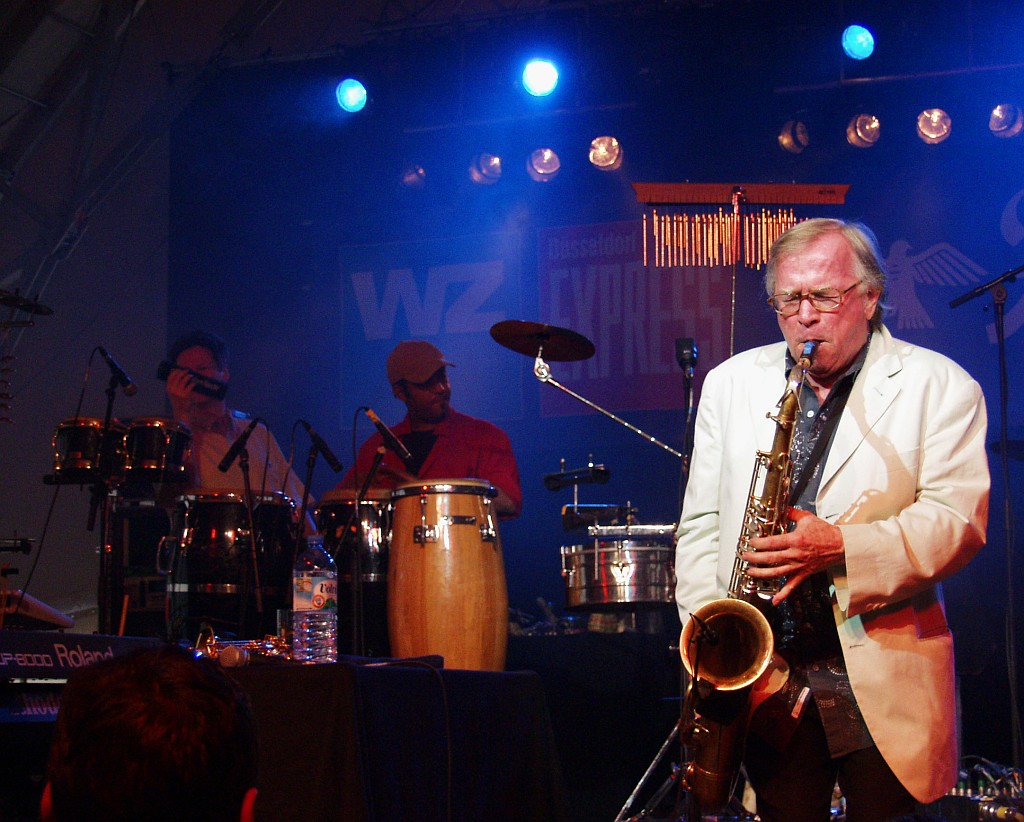
Klaus Doldinger, 2004
Düsseldorfer Jazz-Rally

Von 1947 bis zum Abitur 1957 besuchte Doldinger das Jacobi-Gymnasium in Düsseldorf (früher "Gymnasium an der Rethel-Strasse", ab 1960 nach Neubau an der Graf-Recke-Strasse "Rethel-Gymnasium") und ebenfalls ab 1947 mit einem Stipendium das Robert-Schumann-Konservatorium in Düsseldorf, wo er zunächst Klavier und ab 1952 Klarinette studierte. Während dieser Zeit sammelte er erste Erfahrungen in der Musikbranche mit der 1952 von Freunden gegründeten Band The Feetwarmers, einer Dixieformation, mit der er 1953 erstmals auftrat und 1955 auch seine erste Plattenaufnahme machte. Zeitweise spielten bei den Feetwarmers auch der Kabarettist Dieter Süverkrüp (Banjo) und der spätere Minister Manfred Lahnstein (Posaune). 1955 gründete Doldinger zudem seine eigene Band Oscar’s Trio, deren Namen er in Anlehnung an sein großes Vorbild Oscar Peterson gewählt hatte. Mit dieser Gruppe gewann er den ersten Preis beim Jazzfestival Brüssel, den Coup Sidney Bechet.

### Doldinger Quartett
Nach dem Abitur studierte er Musikwissenschaften und Tontechnik und wurde Tonmeister. Nach einem Erfolg mit seiner Version von Muss i denn, muss i denn zum Städtele hinaus für eine US-Getränkefirma ging er 1960 auf seine erste Auslandstournee in die USA, spielte u. a. mit George Lewis und im Jazzclub Birdland und erhielt mit 24 Jahren während seiner ersten US-Tournee die Ehrenbürgerwürde von New Orleans. 1961 spielte er Modern Jazz mit US-Expatriates wie Don Ellis, Johnny Griffin, Idrees Sulieman, Kenny Clarke, Donald Byrd und Benny Bailey. 1962 gründete er das Klaus Doldinger Quartett, mit dem er im Jahr darauf für das Philips-Label seine erste Platte, Doldinger – Jazz Made in Germany veröffentlichte. Die LP wurde auch international ein großer Erfolg, da hier kein weißer „Cool Jazz“ gespielt wurde, sondern Komponenten des Bebop verwendet wurden.
Mitglieder in diesem Quartett waren Doldinger (Tenorsaxophon), Ingfried Hoffmann (Hammond-Orgel), Helmut Kandlberger (Bass) und Klaus Weiss (Schlagzeug). Als weitere LP mit dieser Besetzung wurde 1963 Doldinger live at Blue Note Berlin aufgenommen und 1964 veröffentlicht. 1964 unternahmen sie eine erste große Auslandstournee im Auftrag des Goethe-Instituts u. a. nach Marokko, ein Aufenthalt, der sein Interesse für afrikanische Musik weckte. Es folgten internationale Auftritte beim Festival in Antibes und im Blue Note in Paris.
1965 stiegen Klaus Weiss und Helmut Kandlberger aus. An ihre Stellen traten der niederländische Schlagzeuger Cees See und der Bassist Peter Trunk. Verstärkt durch den Gitarristen Attila Zoller, nahm das Quartett die LP Doldinger in Südamerika auf. Doldinger ist auf mehreren Stücken auch auf dem Sopransaxophon zu hören, und Hoffmann spielt nur auf zwei der zehn Tracks Hammond-Orgel. 1966 wirkte Doldinger an den Aufnahmen zur Filmmusik des Will-Tremper-Films Playgirl mit. Unter der Leitung von Peter Thomas sind auf dem auf einer Philips-LP veröffentlichten Soundtrack auch Ingfried Hoffmann (Hammond-Orgel), Peter Trunk (Bass) und Rafi Lüderitz (Schlagzeug) zu hören. 1967 nahm Doldinger die LP Doldinger Goes On auf. Das Quartett aus Doldinger, Hoffmann, Trunk und See wurde mit drei weiteren Musikern zum Septett erweitert: Helmut Kandlberger spielte zusätzlich E-Bass, Volker Kriegel zupfte die Gitarre, und der Belgier Fats Sadi bediente die Percussion.

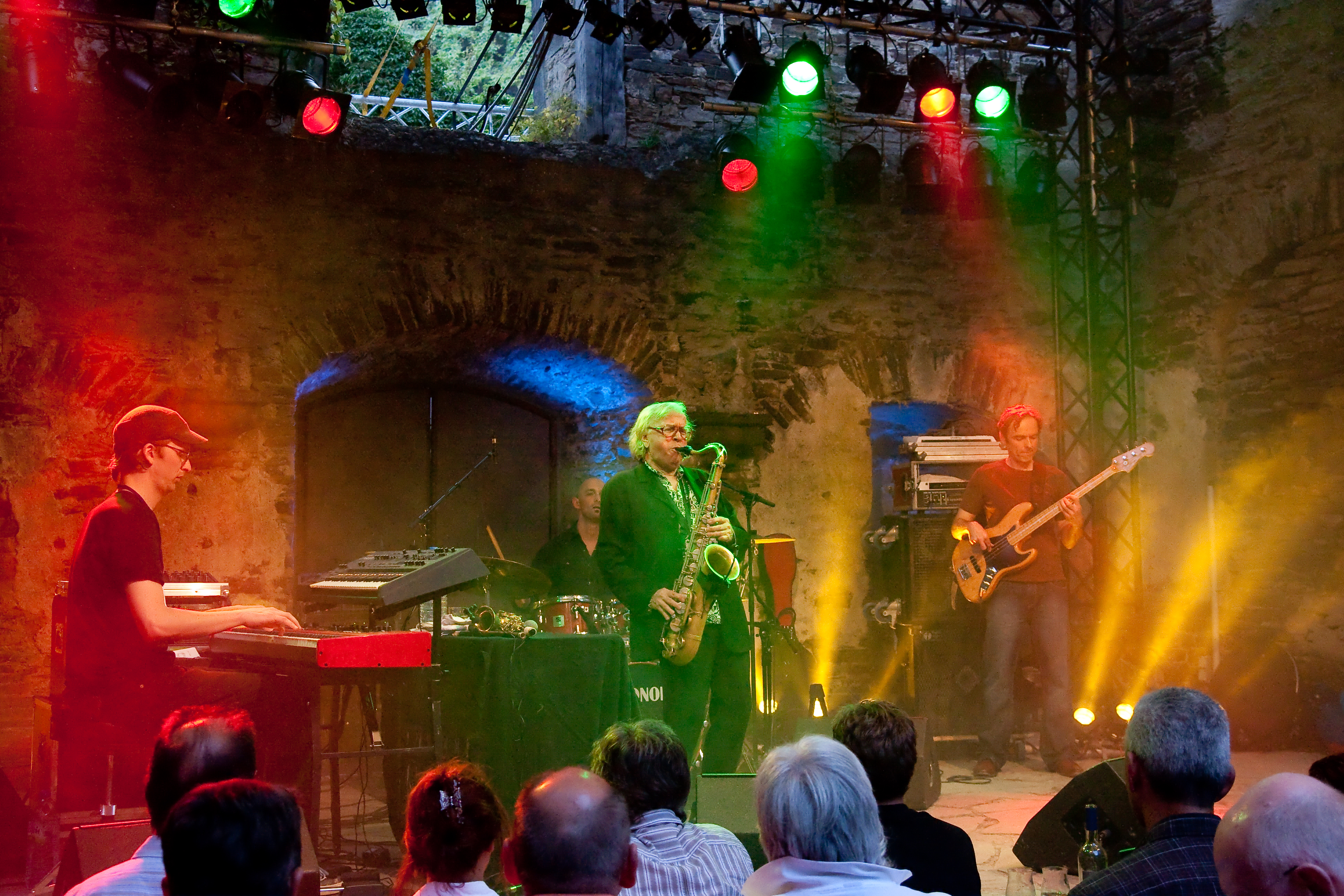
Klaus Doldinger Quartett, 2009
mit Michael Hornek (Piano), Patrick Scales (Bass) und Christian Lettner (Schlagzeug)

1968 entstand die LP Blues Happening; die erste Seite ist dem Postbop gewidmet. Neben Doldinger, der Tenor- und Sopransaxophon spielte, wirkten Hoffmann (Piano), Kandlberger (Bass) und See (Schlagzeug) mit. Die zweite Seite ist als Suite in fünf Sätzen konzipiert, die Anleihen sowohl beim gemäßigten Free Jazz als auch bei der Rockmusik macht. Als Gastmusiker wirkten (im ersten Satz) eine nicht näher spezifizierte Bläsergruppe mit sowie Kurt Bong (Schlagzeug), (im fünften Satz) Joe Quick (Gitarre), Lothar Meid (E-Bass) und Wolfgang Paap (Schlagzeug); Hoffmann spielte die Hammond B3.
Die Doppel-LP Doldinger – The Ambassador von 1969 besteht zu einer Hälfte aus Studioaufnahmen, zur anderen Hälfte aus einem Live-Mitschnitt im Münchner domicile. Die Musik ist geprägt von spanischen und maurischen Einflüssen. Das Stück Sahara, ein „Amalgam“ aus afrikanischer Musik und gemäßigtem Free Jazz von der Live-Platte, das schon in dem Stück Blues Happening angeklungen war, hinterließ damals bei vielen Doldinger-Fans den größten Eindruck. Doldinger hat es später mit Passport auf den CDs Talk Back (1988), Passport Live (2000) und Passport To Morocco (2006) gecovert.

### Motherhood und Passport
Noch im selben Jahr wandte sich Doldinger dem Rock-Jazz respektive der Fusion Music zu. Seine erste Band mit dieser Musik hieß Motherhood. 1969 und 1970 spielte diese Band zwei LPs ein: I Feel so Free und Doldinger’s Motherhood, beide für das Label Liberty.
1971 gründete er dann die Band Passport mit Udo Lindenberg am Schlagzeug, mit der er im Jahr darauf das erste von 28 Alben bei Atlantic Records (als erste deutsche Band bei diesem Label) veröffentlichte. Schon mit dem Album Cross-Collateral von 1975 hatte Passport auch in den USA großen Erfolg, wo die Gruppe als deutsche Antwort auf Weather Report galt.
In den folgenden Jahrzehnten war Doldinger einerseits als Komponist sehr produktiv, verfolgte aber die Karriere mit Passport weiterhin intensiv.
Im Jahr 2000 trat Klaus Doldinger mit seiner Formation erneut bei mehreren Festivals (u. a. im Rahmen der Kulturarena) auf. 2001 überraschte er die Jazz-Szene mit dem Projekt RMX. In den Folgejahren spielte Doldinger weltweit (Brasilien, USA, Asien etc.) mit wechselnder Bandbesetzung live oder schrieb Film- und Werbemusiken. 2005 absolvierten Klaus Doldinger und Passport eine Tour durch Marokko, nahmen dabei einheimische Musiker wie den Gnawa Musiker Majid Bekkas mit auf die Bühne und die dabei entstandene Fusion aus marokkanischer Gnawa-Musik und Doldingers Jazzvariationen konnte man auf der im Folgejahr veröffentlichten CD „Passport to Morocco“ hören.
Im Mai 2006 feierte Doldinger seinen 70. Geburtstag; zu diesem Anlass wurde eine kostenlose Mini-CD Happy Birthday Klaus aufgelegt, die er bei seinen Auftritten an Fans und Autogrammjäger verteilte. Die CD The Best of Doldinger zeigt anlässlich seines 70. Geburtstages eine Retrospektive der Jahre 1963 bis 1978. Im Frühjahr 2006 beging Doldinger das 35. Bühnenjubiläum von Passport und präsentierte dabei mit Wolfgang Schmid am E-Bass einen Virtuosen der frühen Passport-Tage auf der Bühne. Die Musiker der aktuellen Passport-Besetzung sind Martin Scales (Gitarre), Michael Hornek (Keyboards), Patrick Scales (E-Bass), Ernst Ströer (Percussion), Biboul Darouiche (Percussion), Christian Lettner (Schlagzeug).

### Filmmusik
Seit 1964 erhielt Klaus Doldinger immer wieder Kompositionsaufträge aus Industrie, Medien- und Werbebranche, Theater, Film und Fernsehen. 1967 erschien seine erste Musik für das Fernsehen – der Trailer zur Einführung des Farbfernsehens. Mit Negresco lieferte er 1968 seinen ersten Soundtrack ab. 1970 schrieb er die Titelmelodie zur Krimiserie Tatort und vertonte in den Folgejahren auch eine Reihe von Tatort-Folgen. Seine Filmmusik zu Das Boot (1981) machte ihn weltweit bekannt. Aus demselben Jahr stammte seine Titelmelodie zu Ein Fall für zwei. Danach komponierte er die Musik zum Fantasyfilm Die unendliche Geschichte und zur Anwaltserie Liebling Kreuzberg. Er veröffentlichte mehr als 50 Tonträger, schrieb rund 2.000 Stücke und stand über 4.200 Mal auf Bühnen in rund 50 Ländern.

### Sonstiges

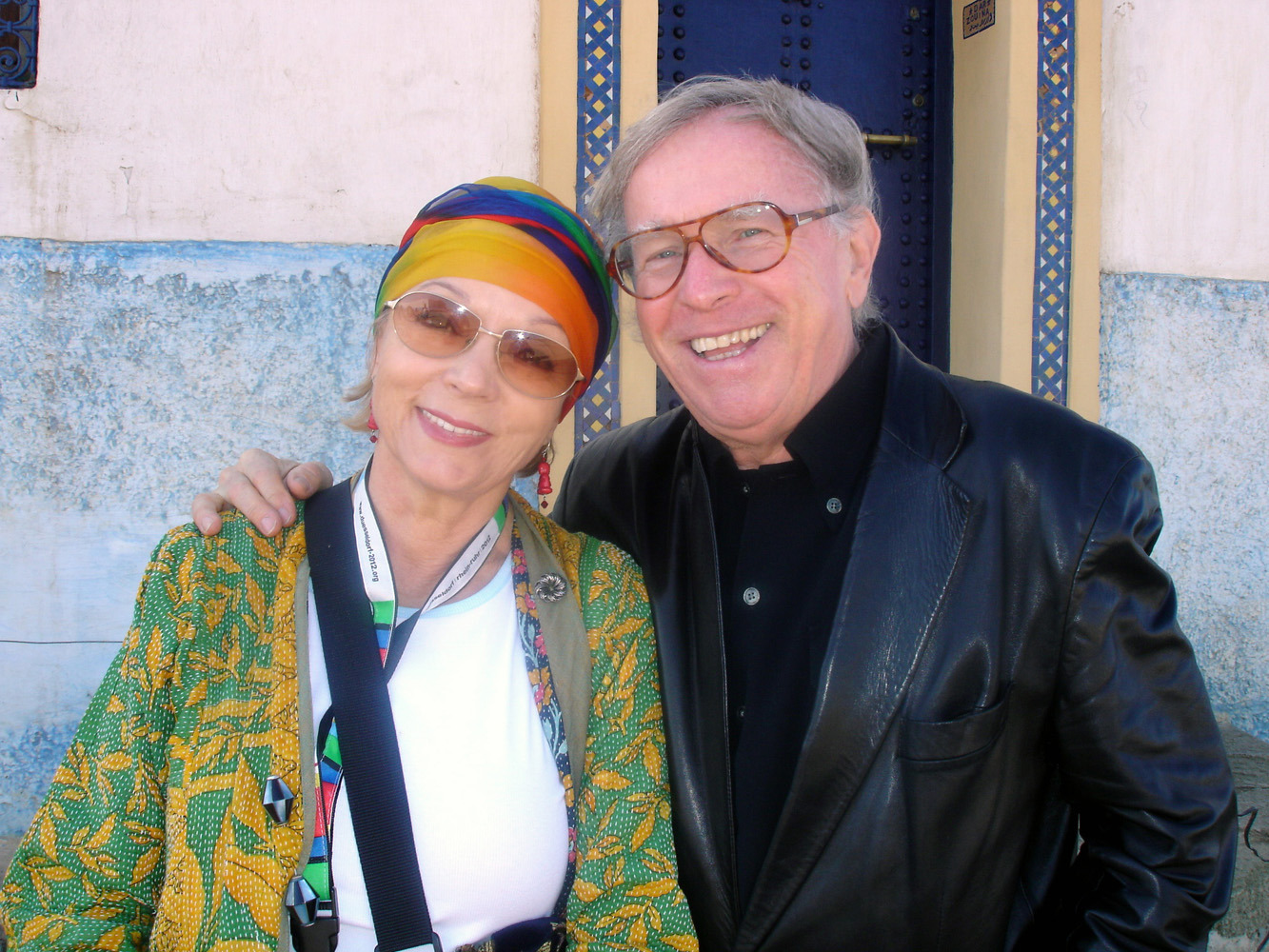
Inge und Klaus Doldinger, November 2005

Klaus Doldinger heiratete 1960 Inge Beck und hat mit ihr drei Kinder: Viola, Melanie und Nicolas Doldinger. Er lebt seit 1968 in Icking bei München. Doldinger hat seit 1978 ein eigenes Studio (Soundport Studios) bei München.
Doldinger ist musikalisch sehr vielfältig tätig, in den 1960er Jahren veröffentlichte er auch Tanz- und Rock-Musik unter dem Pseudonym Paul Nero. Anfang der 1970er Jahre komponierte Doldinger die Werbemusik für Pril.
Seit einigen Jahren ist Klaus Doldinger Schirmherr der Düsseldorfer Jazz-Rally, bei der er immer wieder mit Passport auftritt.
Im ARD-Tatort Wacht am Rhein hat Klaus Doldinger einen Cameoauftritt. Er tritt dort Saxophon spielend für rund 16 Sekunden als Straßenmusiker auf.
In der Serie Abenteuer Airport hat Klaus Doldinger im Jahr 1990 verschiedene Cameoauftritte in Folge 12 und 13. In Folge 13 wird er als Saxophonist in einer Kneipenszene vorgestellt. Im Abspann wird er als Schauspieler genannt. Die Serie spielt am Flughafen Düsseldorf. Doldinger hatte enge Verbindungen in die Düsseldorfer Jazz-Szene.
Er war 2003 eines der Gründungsmitglieder der Deutschen Filmakademie.
Im Spätsommer 2022 erschien beim Piper Verlag Doldingers Autobiografie Made in Germany – Mein Leben für die Musik.

## Werke (Auswahl)

### Diskografie: Klaus Doldinger
- Doldinger – Jazz Made in Germany (1963)
- Doldinger live at Blue Note Berlin (1963)
- Doldinger in Südamerika (1965)
- Doldinger Goes On (1967)
- Blues Happening (1968)
- Doldinger – The Ambassador (1969)
- Doldinger Jubilee (Auswahl an Titeln 1953–1973) (1973)
- Das Boot (Soundtrack zum Spielfilm Das Boot) (1981, DE: Gold)[9]
- Klaus Doldinger – Constellation (1983)
- Film ab: Doldinger (1993)
- Doldinger in New York: Street of Dreams (1994, DE: Gold (German Jazz Award))
- Doldinger Back in New York (1999)
- Works & Passion 1955–2000 (2001)
- Early Doldinger – The Complete Philips Sessions (2006)
- Shakin’ the Blues – Klaus Doldinger (1963–1967) (Kompilation 2008)
- Doldinger (2016, DE: Platin (German Jazz Award))

### Diskografie: Doldinger’s Motherhood
- I Feel so Free (1969)
- Doldinger’s Motherhood (1970)

### Diskografie: Passport
- (siehe Artikel über die Band)

### Filmografie
- 1963: Verpaßt den Anschluß nicht (Kurzfilm)
- 1964: Eine gute Idee (Kurzfilm)
- 1968: Wirb oder stirb (TV)
- 1968: Negresco****
- 1970: Baal (TV)
- 1970: Wie kommt ein so reizendes Mädchen zu diesem Gewerbe?
- 1970: Eine Rose für Jane (TV)
- 1971: Der plötzliche Reichtum der armen Leute von Kombach (TV)
- 1971: Tatort: Kressin und der tote Mann im Fleet (TV-Reihe)
- 1971: Tatort: Kressin stoppt den Nordexpress (TV-Reihe)
- 1971: Tatort: Der Fall Geisterbahn (TV-Reihe)
- 1972: Ein Toter stoppt den 8 Uhr 10 (TV)
- 1972: Tatort: Kressin und die Frau des Malers (TV-Reihe)
- 1972: Tatort: Kressin und der Mann mit dem gelben Koffer (TV-Reihe)
- 1972: Tatort: Kennwort Gute Reise (TV-Reihe)
- 1972–1974: Okay S.I.R. (TV-Serie, 32 Folgen)
- 1973: … aber Jonny!
- 1973: Tatort: Kressin und die zwei Damen aus Jade (TV-Reihe)
- 1974: Unter Ausschluß der Öffentlichkeit (TV-Reihe, 20 Folgen)
- 1974: Einer von uns beiden
- 1974: Deutschland (Kurz-Dokumentarfilm)
- 1974: Tatort: Der Mann aus Zimmer 22 (TV-Reihe)
- 1975: Bis zur bitteren Neige
- 1975: Die Rakete (TV)
- 1975: Das Netz
- 1975–1976: Halbzeit (TV-Serie, 10 Folgen)
- 1976: Alle Jahre wieder – Die Familie Semmeling (TV-Mehrteiler)
- 1976: Per Saldo Mord
- 1976: Tatort: Transit ins Jenseits (TV-Reihe)
- 1976: Vier gegen die Bank (TV)
- 1977: Planübung (TV)
- 1977: Der Alte – Konkurs (TV-Serie)
- 1977: Passport to Brazil (TV)
- 1977: Sanfter Schrecken (TV)
- 1977: Paradiso
- 1977: Das Rentenspiel (TV)
- 1977: Der Hauptdarsteller
- 1977–1978: Eichholz und Söhne (TV-Serie, 13 Folgen)
- 1978: Das zweite Erwachen der Christa Klages
- 1978: Die Ängste des Dr. Schenk (TV)
- 1978: Moritz, lieber Moritz
- 1978: Der Alte – Ein Koffer (TV-Serie)
- 1978: Derrick: Solo für Margarete (TV-Serie)
- 1978: Schwarz und weiß wie Tage und Nächte (TV)
- 1978: Tatort: Sterne für den Orient (TV-Reihe)
- 1978: … von Herzen, mit Schmerzen (TV)
- 1978: Apartment für drei (TV)
- 1978: Wer andern eine Grube gräbt (TV)
- 1978: Der Sturz
- 1978–1980: Jörg Preda berichtet (TV-Serie, 26 Folgen)
- 1979: Andreas Vöst (TV)
- 1979: … es ist die Liebe (TV)
- 1979: Zimmer frei – UNO-Nähe (TV-Serie, 12 Folgen)
- 1980: The Point (Kurz-Dokumentarfilm)
- 1980: Ein zauberhaftes Biest (TV-Serie, 5 Folgen)
- 1981: Mit Gewissenhaftigkeit und Würde (TV)
- 1981: Das Boot
- 1981: Ausflug zum Vater (TV-Serie, 12 Folgen)
- 1981: Kriegsgefangene im Westen (TV-Dokumentation)
- 1981–2010: Ein Fall für zwei (TV-Serie)
- 1981: Tatort: Im Fadenkreuz (TV-Reihe)
- 1981: Kriegsgefangene im Osten (TV-Dokumentation)
- 1982: Kriegsgefangene Frauen (TV-Dokumentation)
- 1982: Erwin Rommel. Ein deutsches Schicksal (TV)
- 1982: Wie hätten Sie’s denn gern?
- 1983: Operation Comeback (Love Is Forever) (TV)
- 1983: Die wilden Fünfziger
- 1983: Satan ist auf Gottes Seite (TV)
- 1984: Die unendliche Geschichte
- 1984: Jazz In (TV)
- 1985: Tatort: Das Haus im Wald (TV-Reihe)
- 1985: Flug in die Hölle (TV-Sechsteiler)
- 1985: Das Boot (TV-Drei- bzw. Sechsteiler)
- 1986: Die Stunde des Léon Bisquet (TV)
- 1986: Liebling Kreuzberg (TV-Serie)
- 1986: Der Alte: Killer gesucht (TV-Serie)
- 1987: Der Verführer Goebels[10]
- 1987: Waldhaus (TV)
- 1988: Das Rattennest (TV)
- 1988: Zum Beispiel Otto Spalt
- 1988: Ich und Er
- 1988: Nonni und Manni (TV-Serie)
- 1989: Torquemada
- 1989: Peter Strohm: Grüne Brigade (TV-Serie)
- 1990: Peterchens Mondfahrt (Zeichentrickfilm)
- 1990: Neuner
- 1990: Vorwärts
- 1990: Hurenglück
- 1992: Vera Wesskamp (TV-Serie)
- 1992: Salz auf unserer Haut (Salt on Our Skin)
- 1992: Wolffs Revier (TV-Serie)
- 1993: Die Umarmung des Wolfes (TV)
- 1993: Grüß Gott, Genosse (TV)
- 1993: Wer zweimal lügt
- 1993: Die Wildnis
- 1993: Dr. Vogt – Afrika vergessen (TV-Serie Ärzte)
- 1994: Die Kommissarin (TV-Serie)
- 1994: Tödliche Wahrheit (TV)
- 1994: Das Wunder von Bern: Deutschland und die Fußball-WM 1954 (TV)
- 1994: Alles außer Mord (TV)
- 1994–1995: Wir sind auch nur ein Volk (TV-Serie, 8 Folgen)
- 1995: Alles außer Mord – Tödlicher Irrtum
- 1995: Hitler – eine Bilanz (TV-Serie)
- 1996: Wer hat Angst vorm Weihnachtsmann?
- 1996: Das tödliche Auge (TV-Serie)
- 1996: Alles wegen Robert De Niro (TV)
- 1996: Polizeiruf 110: Der Pferdemörder (TV-Reihe)
- 1997: Schwurgericht (TV-Reihe)
- 1997: Null Risiko und reich (TV)
- 1997: Nur eine Hure (TV)
- 1997: Verdammtes Glück (TV)
- 1997: Agentenfieber (TV)
- 1998: Living Dead
- 1998: Wie stark muß eine Liebe sein (TV)
- 1998: Tatort: Tanz auf dem Hochseil
- 1998: Palmetto – Dumme sterben nicht aus
- 1999: Tatort: Habgier
- 1999: Tatort: Traumhaus
- 2000: Lieber Fidel – Maritas Geschichte
- 2001: Polizeiruf 110: Seestück mit Mädchen (TV-Reihe)
- 2003: Willy Brandt – Eine Jahrhundertgestalt (TV)
- 2003: Im Schatten der Macht (TV)
- 2003: Der Herr der Wüste (TV)
- 2004: Faszination Natur – Seven Seasons
- 2004: Wasilisa, die Schöne (Vasilisa)
- 2006: Drei Schwestern made in Germany (TV)
- 2006: Home
- 2007: Ein Leben wie im Flug (TV)
- 2007: Rosa Roth – Der Tag wird kommen (TV-Mehrteiler)
- 2009: Die Frau, die im Wald verschwand (TV)
- 2010: Der Bulle und das Landei (TV-Serie)
- 2012: Pfarrer Braun: Ausgegeigt!
- 2017: Das doppelte Lottchen
- 2018: Tatort: Bausünden

## Auszeichnungen

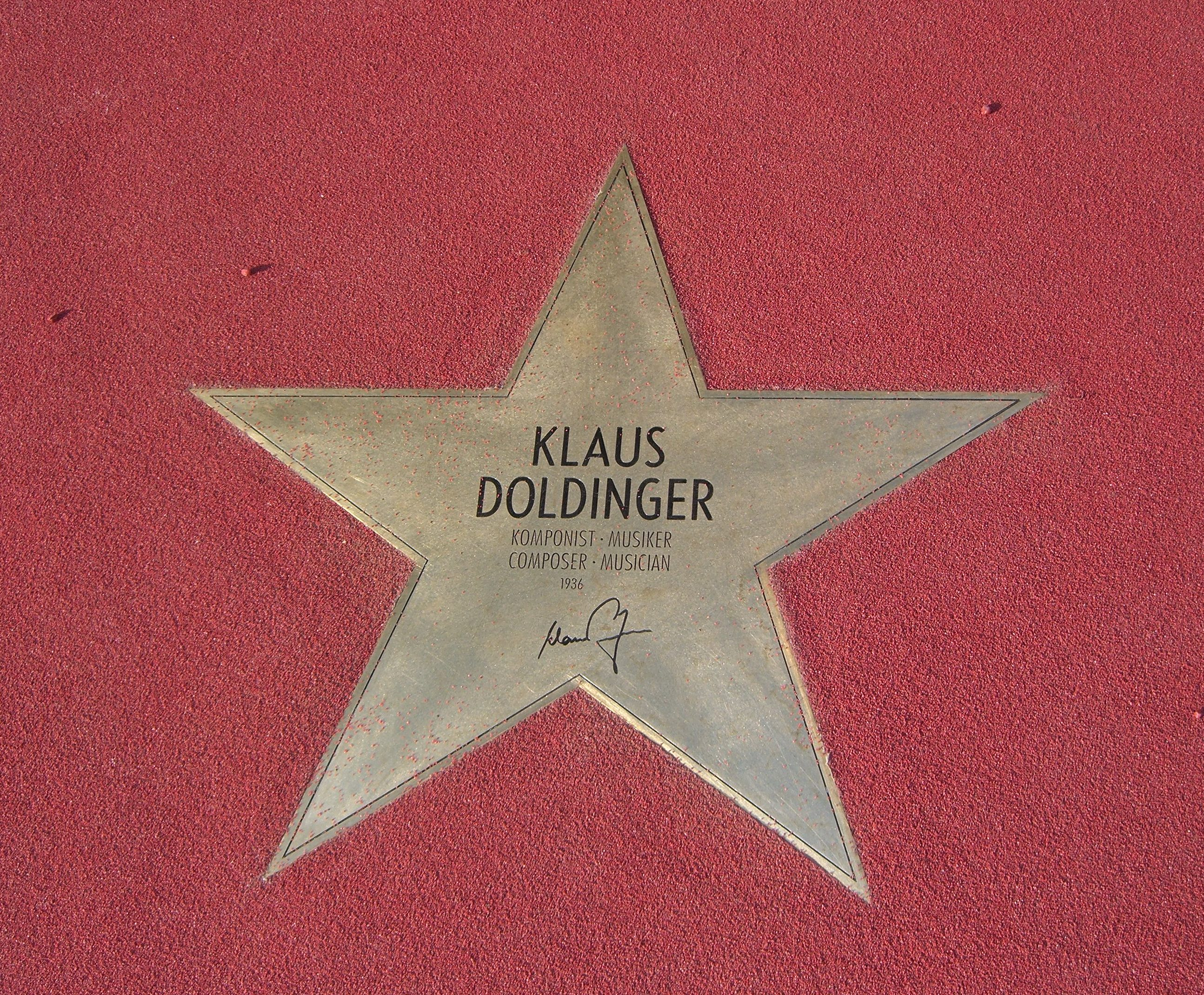
Stern von Klaus Doldinger auf dem Boulevard der Stars in Berlin

Klaus Doldinger erhielt im Laufe seiner Karriere mehrere Schallplattenpreise und Ehrungen:
- 1964: Jazz-Musiker des Jahres[11]
- 1976: Deutscher Schallplattenpreis (Gruppe Pop National) für „Passport“
- 1978: Bundesverdienstkreuz des Verdienstordens der Bundesrepublik Deutschland
- 1981: Deutscher Schallplattenpreis (Ensemble Pop National) für „Passport“
- 1982: Deutscher Schallplattenpreis für „Das Boot“
- 1992: Musikpreis der Landeshauptstadt München
- 1996: Echo für sein Lebenswerk
- 1997: Bayerischer Filmpreis
- 1998: Ehrenpreis des Bayerischen Filmpreises, Echo-Preis für die beste Jazzproduktion des Jahres
- 1999: Paul-Lincke-Ring der Stadt Goslar
- 2000: Frankfurter Musikpreis
- 2002: Verdienstkreuz 1. Klasse des Verdienstordens der Bundesrepublik Deutschland
- 2005: besondere Ehrung im Rahmen des Adolf-Grimme-Preises
- 2006: Blues Louis beim Lahnsteiner Bluesfestival
- 2007: Goldene Kamera (für das Filmjubiläum: „Das Boot“)
- 2007: Bayerischer Verdienstorden
- 2008: Kulturpreis Bayern (Sonderpreis)
- 2010: ECHO Jazz in der Sparte Instrumentalist/in des Jahres national – Saxophon/Woodwinds
- 2010: Bayerischer Fernsehpreis
- 2010: Ehrenpreis des Bayerischen Ministerpräsidenten
- 2010: Stern auf dem Boulevard der Stars in Berlin
- 2012: Joachim-Ernst-Berendt-Ehrenpreis der Stadt Baden-Baden (Verleihung am 14. März 2012 in Baden-Baden im Rahmen des Mr. M´s Jazz Club Festivals)
- 2012: Hans Abich Preis
- 2016: Kultureller Ehrenpreis der Landeshauptstadt München
- 2016: Ehrenpreis Deutscher Filmmusikpreis
- 2017: Echo Jazz – für sein Lebenswerk[12]
- 2018: Deutscher Musikautorenpreis[13]
- 2022: Ehrenauszeichnung für sein Lebenswerk der Deutschen Akademie für Fernsehen[14]
- 2023: Bayerischer Maximiliansorden für Wissenschaft und Kunst[15]

## Filmporträt
- alpha-Forum. Klaus Doldinger im Gespräch mit Ursula Heller. Gespräch, Deutschland, 2002, 45 Min., Produktion: BR-alpha, Reihe: alpha-Forum, Jazz made in Germany, Erstsendung: 15. April 2002 bei BR-alpha, Gesprächstext vom BR.